# Cuadrangular de ascenso 2018 (Perú)
El Cuadrangular de ascenso 2018 fue la primera edición del Cuadrangular de Ascenso, un torneo corto que había sido definido por la Federación Peruana de Fútbol para el período 2018-2019 para promover el ascenso de un mayor número de clubes para constituir y afianzar la Futura Liga de Fútbol Profesional Peruana. En este caso, tuvieron participación el segundo y tercer lugar del cuadrangular final de la Copa Perú 2018 junto con el segundo y tercer lugar de la ronda eliminatoria de la Segunda División de Perú 2018. Los que aquí quedaron en primer y segundo lugar ascendieron a la Liga 1 - 2019, mientras que los otros dos equipos jugaron la Liga 2 - 2019.

## Participantes
| Equipo              | Región      | Método de clasificación                  |
| ------------------- | ----------- | ---------------------------------------- |
| Carlos A. Mannucci  | La Libertad | Subcampeón de la Segunda División 2018   |
| Cienciano           | Cusco       | Tercer lugar de la Segunda División 2018 |
| Alianza Universidad | Huánuco     | Subcampeón de la Copa Perú 2018          |
| Santos F. C.        | Ica         | Tercer lugar de la Copa Perú 2018        |

## Desarrollo

### Tabla de posiciones
Los criterios de clasificación para la tabla son:
1. Mayor cantidad de puntos.
2. Mejor diferencia de goles.
3. Mayor número de goles a favor.
4. Resultado entre sí.
5. Sorteo.

- Actualizado el 18 de diciembre de 2018.

| Pos. | Equipo              | PJ | PG | PE | PP | GF | GC | DG | Pts. | Clasificado a |
| ---- | ------------------- | -- | -- | -- | -- | -- | -- | -- | ---- | ------------- |
| 1    | Carlos A. Mannucci  | 3  | 2  | 1  | 0  | 5  | 3  | 2  | 7    | Liga 1 - 2019 |
| 2    | Alianza Universidad | 3  | 1  | 2  | 0  | 5  | 3  | 2  | 5    | Liga 1 - 2019 |
| 3    | Cienciano           | 3  | 1  | 1  | 1  | 4  | 4  | 0  | 4    | Liga 2 - 2019 |
| 4    | Santos F. C.        | 3  | 0  | 0  | 3  | 3  | 7  | -4 | 0    | Liga 2 - 2019 |

|                     | AUN | MAN | CIE | SAN |
| ------------------- | --- | --- | --- | --- |
| Alianza Universidad |     | 2-2 | 1–1 | 2–0 |
| Carlos A. Mannucci  | 2–2 |     | 1–0 | 2-1 |
| Cienciano           | 1-1 | 0-1 |     | 3–2 |
| Santos F. C.        | 0-2 | 1–2 | 2-3 |     |

|                     | AUN | MAN | CIE | SAN |
| ------------------- | --- | --- | --- | --- |
| Alianza Universidad |     | 2-2 | 1–1 | 2–0 |
| Carlos A. Mannucci  | 2–2 |     | 1–0 | 2-1 |
| Cienciano           | 1-1 | 0-1 |     | 3–2 |
| Santos F. C.        | 0-2 | 1–2 | 2-3 |     |

| Equipo / Fecha      | 1 | 2 | 3 |
| ------------------- | - | - | - |
| Carlos A. Mannucci  | 1 | 1 | 1 |
| Alianza Universidad | 2 | 3 | 2 |
| Cienciano           | 3 | 2 | 3 |
| Santos F. C.        | 4 | 4 | 4 |

### Partidos
| Fecha 1             | Fecha 1   | Fecha 1            | Fecha 1     | Fecha 1         | Fecha 1 |
| Local               | Resultado | Visitante          | Estadio     | Fecha           | Hora    |
| ------------------- | --------- | ------------------ | ----------- | --------------- | ------- |
| Alianza Universidad | 1 – 1     | Cienciano          | Miguel Grau | 11 de diciembre | 16:00   |
| Santos F. C.        | 1 – 2     | Carlos A. Mannucci | Miguel Grau | 11 de diciembre | 18:00   |

| Fecha 2            | Fecha 2   | Fecha 2             | Fecha 2     | Fecha 2         | Fecha 2 |
| Local              | Resultado | Visitante           | Estadio     | Fecha           | Hora    |
| ------------------ | --------- | ------------------- | ----------- | --------------- | ------- |
| Cienciano          | 3 – 2     | Santos F. C.        | Miguel Grau | 15 de diciembre | 13:30   |
| Carlos A. Mannucci | 2 – 2     | Alianza Universidad | Miguel Grau | 15 de diciembre | 15:30   |

| Fecha 3             | Fecha 3   | Fecha 3      | Fecha 3     | Fecha 3         | Fecha 3 |
| Local               | Resultado | Visitante    | Estadio     | Fecha           | Hora    |
| ------------------- | --------- | ------------ | ----------- | --------------- | ------- |
| Alianza Universidad | 2 – 0     | Santos F. C. | Miguel Grau | 18 de diciembre | 16:00   |
| Carlos A. Mannucci  | 1 – 0     | Cienciano    | Miguel Grau | 18 de diciembre | 18:00   |

## Movimiento de los clubes
| Bandera del departamento de La Libertad (Perú) | Bandera del departamento de Huánuco |
| Carlos A. Mannucci                             | Alianza Universidad                 |
| Asciende a Liga 1                              | Asciende a Liga 1                   |
| ---------------------------------------------- | ----------------------------------- |

| Departamento del Cusco | Bandera del departamento de Ica |
| Cienciano              | Santos F.C.                     |
| Permanece en Liga 2    | Asciende a Liga 2               |
| ---------------------- | ------------------------------- |